# Chemietechniker
Chemietechniker (auch Techniker – Chemietechnik) ist eine auf einer Berufsausbildung zum Chemisch-Technischen Assistenten (CTA), Chemielaboranten oder Chemikanten aufsetzende weitergehende Aufstiegsfortbildung. In Deutschland dauert der Bildungsgang an Fachschulen zwei Jahre in Vollzeit oder berufsbegleitend vier Jahre. Chemotechniker bezeichnet in älteren Quellen ein Synonym zu Chemietechniker, während aktuelle, amtliche Quellen Chemotechniker mit CTA gleichbehandeln, nicht aber mit Chemietechniker.
Andere Bezeichnungen sind Staatlich geprüfte Techniker der Fachrichtung Chemie bzw. auf speziellen Teilgebieten wie Chemietechnik, Labortechnik, Synthesetechnik. In der Industrie gibt es auch den Industriemeister Fachrichtung Chemie (mit etwa 800 bis 1000 Unterrichtsstunden, also deutlich weniger als beim Staatlich geprüften Techniker, wobei oft auch der sogenannte Ausbilder-Schein nach AEVO miterworben wird).